# هارتبرگ فورستنفلد
هارتبرگ فورستنفلد (به آلمانی: Hartberg-Fürstenfeld District) یک ناحیه در اتریش است که در اشتایرمارک واقع شده‌است. هارتبرگ فورستنفلد ۸۹٬۲۵۲ نفر جمعیت دارد.